# Memory Garden
Memory Garden är ett doom metal/heavy metal-band från Kumla, Örebro län. De blev signade av Metal Blade Records till 2002 och av Vic Records 2006. 
I september 2007 slutade basisten Ken Johansson. Ersättare blev Johan Wängdahl . Under 2008 lämnade även gitarristen Anders Looström bandet och ersattes av Ante Mäkelä från Evil Conspirasy. 2008 släpptes skivan Carnage Carnival på Vic Records. Skivan är bandets första studioalbum på 8 år.

## Medlemmar
Nuvarande medlemmar
- Stefan Berglund – sång (1992– )
- Tom Björn – trummor (1992– )
- Simon Johansson – sologitarr (1996– )
- Johan Wängdahl  – basgitarr (2007– )
- Ante Mäkelä – gitarr (2008– )

Tidigare medlemmar
- Anders Looström – gitarr (1992–2008)
- Ken Johansson – basgitarr (1992–2007)
- Rick Gustafsson – gitarr (1994–1996)
- Nico Henningsson – gitarr, synthesizer (1992–1993)

## Diskografi
Demo
- Demo 1993 (1993)

Studioalbum
- Tides (1996, återsläppt 2009)
- Verdict of Posterity (1999)
- Mirage (2000)
- Carnage Carnival (2008)
- Doomain (2013)
- 1349 (2021)

EP
- Blessed Are the Dead (1994)
- Forever (1995, återsläppt  2009)
- Ta någon hårt i hand, så ger vi oss av till Tomteland... (1995)

Singlar
- "Marion" (2004)